# Ny Puppis
Ny Puppis (ν Puppis, förkortat Ny Pup, ν Pup)  som är stjärnans Bayerbeteckning, är en ensam stjärna belägen i den sydvästra delen av stjärnbilden Akterskeppet. Den har en skenbar magnitud på 3,17 och är synlig för blotta ögat där ljusföroreningar ej förekommer. Baserat på parallaxmätning inom Hipparcosuppdraget på ca 8,8 mas, beräknas den befinna sig på ett avstånd på ca 370 ljusår (ca 114 parsek) från solen. Stjärnan var närmast jorden för omkring 3,6 miljoner år sedan när den genomgick perihelionpassagen på ett avstånd av cirka 27 ljusår.

## Egenskaper
Ny Puppis är en blå jättestjärna av spektralklass B8 III. Absorptionslinjerna i spektret visar centrala kvasi-emissionstoppar, vilket tyder på att detta är en Be-skalstjärna med en omgivande skiva av uppvärmd gas. Den har en radie som är ca 4,2 gånger större än solens och utsänder (efter kompensation för ultraviolett strålning) 1 340  gånger mer energi än solen från dess fotosfär vid en effektiv temperatur på 12 120 K.
Ny Puppis är kandidat till att vara en variabel stjärna med en amplitud på 0,0117 magnitud och en frekvens på 0,15292 per dygn. Det roterar snabbt med en projicerad rotationshastighet på 225 km/s vilket ger stjärnan en tillplattad form, där den ekvatoriella radien är 31 procent större än den polarradien.